# Kameroendolfijn
De Kameroendolfijn (Sousa teuszii) is een soort dolfijn die leeft aan de kusten van West-Afrika.

## Leefgebied
De Kameroendolfijn komt alleen voor in het ondiepe kustwater van het oostelijke, tropische en subtropische deel van de Atlantische Oceaan aan West-Afrika. Daar is hij aan te treffen van Marokko tot Angola. Hij geeft de voorkeur aan troebel water van minder dan 20 meter diep, tussen 17° en 28°C warm en met zachte bodems. Hij wordt er vaak aangetroffen in mangrovemoerassen en riviermondingen, soms zelfs verderop in rivieren waar de getijden nog spelen. Ze leven er van harder en andere vissen die in scholen leven.

## Kenmerken
Kameroendolfijnen hebben een donkergrijze rug die geleidelijk overgaat in een lichtere buik. Ze hebben een lange, smalle snuit. Typisch is de bult op hun rug met daarop hun rugvin. Jonge dieren zijn donkerder en hebben geen bult. Vergeleken met hun nauwste verwant, de Chinese witte dolfijn (Sousa chinensis), hebben Kameroendolfijnen minder tanden. Boven- en onderkaak bevatten beide 27 tot 38 paar stompe tanden.
Mannetjes worden tussen 2 en 2,4 meter lang, vrouwtjes worden zo'n 2,3 meter lang. Pasgeboren kalveren zijn circa 0,9 meter lang.

## Gedrag
Kameroendolfijnen leven samen in kleine groepjes van meestal maximaal 7 exemplaren; ze zijn zelden met meer dan 25 te zien. Ze jagen elkaar soms tegen hoge snelheden achterna, wat mogelijk een vorm van hofmakerij is. Om vissen bijeen te drijven werken ze soms samen met tuimelaars (Tursiops truncatus).

## Relatie met mensen
De Kameroendolfijn wordt door het IUCN als kwetsbaar beschouwd omdat vermoed wordt dat de populatie kleiner wordt. Het aantal volwassen exemplaren is volgens de organisatie duidelijk kleiner dan 10.000 en alle bekende subpopulaties zouden naar schatting minder dan 1000 exemplaren hebben. Ook wordt verondersteld dat de bedreigingen voor de dolfijn - vooral bijvangst - zijn toegenomen, hoewel er geen kwantitatieve studies zijn die de trends in de populatie beschrijven. Het is dan ook een van de minst bekende dolfijnensoorten.
Mogelijk worden ook een aantal dolfijnen rechtstreeks gevangen om op te eten door de lokale bevolking. Ook hiervan is de ernst niet bekend.
Daarnaast vormen ook het verlies aan habitat, vervuiling en botsingen met boten mogelijke gevaren. Zo is bekend dat er in Senegal steeds meer mangroves verdwijnen. Daarnaast kan de dolfijn door de overbevissing in zijn leefgebied ook minder goed voedsel vinden. Ook oliewinning kan binnen afzienbare tijd een extra bedreiging vormen.